# Auriparus flaviceps
Auriparus flaviceps là một loài chim trong họ Remizidae.

## Hình ảnh

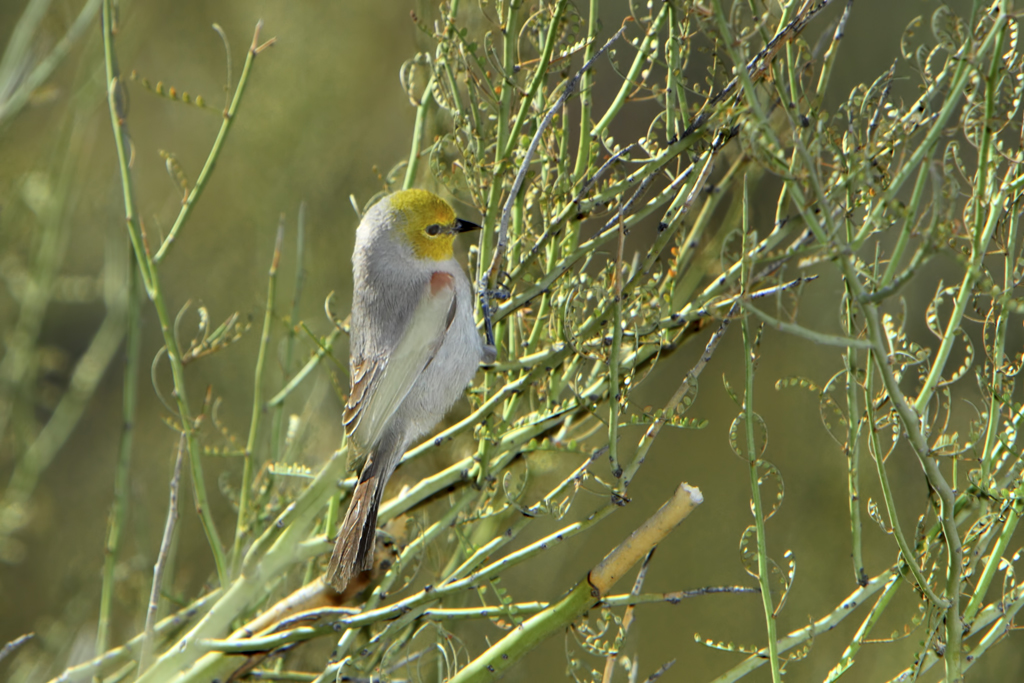
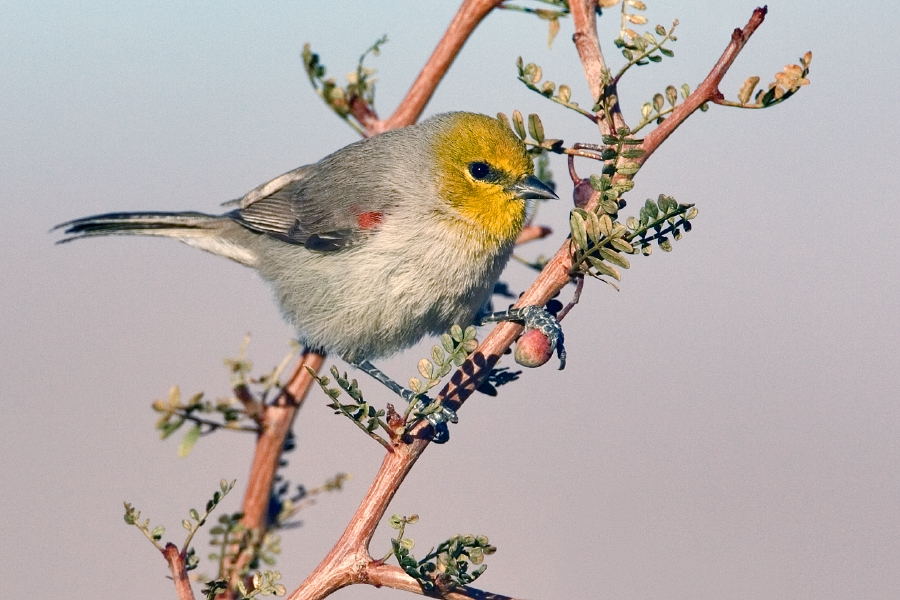
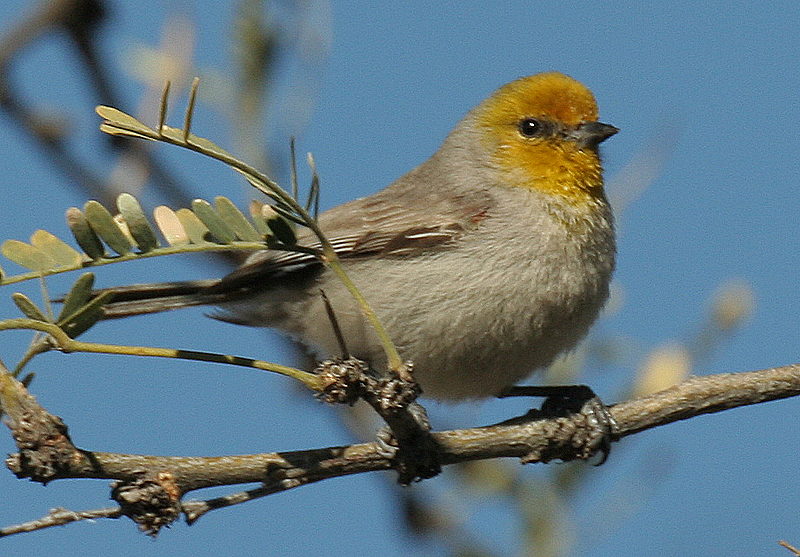